# Valer Dorneanu
Valer Dorneanu (Corbu, 21 novembre 1944) è un giurista e politico rumeno.
Importante membro della direzione del Partito Social Democratico, fu presidente della camera dei deputati della Romania tra il 2000 e il 2004. Nel 2013 fu nominato giudice della Corte costituzionale, della quale fu anche presidente tra il 2016 e il 2022.
Tra gli altri incarichi istituzionali fu ministro dei rapporti con il Parlamento del governo Văcăroiu (1992-1995), presidente del Consiglio legislativo (1995-2000) e aggiunto dell'avvocato del popolo (2010-2013).

## Formazione e carriera professionale
Laureatosi in giurisprudenza nel 1967 con specializzazione in diritto civile e del lavoro presso l'Università di Bucarest, dopo il conseguimento del titolo assunse l'incarico di procuratore ai tribunali locali dei settori 5 e 6 di Bucarest, in cui lavorò fino al 1974. In quell'anno si trasferì all'Unione generale dei sindacati della Romania, dove fino al 1980 rivestì la funzione di specialista in diritto del lavoro.
Dal 1980 al 1985 fu avvocato presso la direzione dei ricorsi civili straordinari della procura generale della Romania. Poi, fino al 1989, fu consulente del Consiglio legislativo dello Stato.
Tra il 1985 e il 1988 seguì un corso di perfezionamento in commercio estero in lingua francese organizzato dall'Accademia degli studi economici di Bucarest. Nel 1999 conseguì un dottorato in giurisprudenza all'Università di Bucarest.
A livello didattico insegnò diritto presso l'Università Spiru Haret (1999-2001), la facoltà di scienze politiche dell'Università di Bucarest (2003-2008) e l'Università Nicolae Titulescu (a partire dal 2008).
Fu membro fondatore dell'Unione dei giuristi di Romania, nel cui quadro organizzò la Società di diritto del lavoro.
Nel 2002 fu decorato dal presidente della Romania del titolo di cavaliere dell'Ordine della Stella di Romania. Nel dicembre 2004 fu insignito del merito accademico per il suo contributo per la promozione dei programmi dell'Accademia romena.

## Carriera politica

### Dopo la rivoluzione del 1989
Dopo la caduta del regime socialista del 1989, divenne membro del Fronte di Salvezza Nazionale (FSN), gruppo politico costituitosi intorno alla figura del nuovo capo di Stato Ion Iliescu. Nel 1990 partecipò alla commissione costituzionale e giuridica del nuovo organo di potere provvisorio, il Consiglio provvisorio di unione nazionale.
In seguito alle elezioni del 1990, che confermarono Iliescu alla presidenza della Romania, Dorneanu fu nominato suo consigliere presidenziale per i problemi riguardanti la legislazione.
A livello politico nel 1992 seguì Iliescu nel suo nuovo partito, il Fronte Democratico di Salvezza Nazionale (FDSN), poi ridenominato Partito della Democrazia Sociale di Romania (PDSR), che vinse le elezioni del settembre 1992 e riuscì a formare un governo con a capo Nicolae Văcăroiu. Dorneanu, quindi, fu ministro per i rapporti con il Parlamento del nuovo esecutivo.
Su indicazione delle camere il 20 ottobre 1995 lasciò l'incarico ministeriale per assumere la presidenza del Consiglio legislativo, organo consultivo del Parlamento sulle questioni giuridiche. Il mandato si esaurì il 27 ottobre 2000.

### Presidente della camera dei deputati
Nell'ottobre 2000 rientrò nel PDSR, che nel 2001 cambiò nome in Partito Social Democratico (PSD), e fu membro della sua delegazione permanente, del suo ufficio esecutivo e del suo consiglio nazionale, del quale fu anche vicepresidente. Nel 2000 fu eletto vicepresidente del partito nel distretto di Iași, filiale che ne sostenne la candidatura alla camera in occasione delle elezioni dello stesso anno. In seguito al successo del PDSR, che formò un nuovo governo con a capo Adrian Năstase, il 15 dicembre 2000 Dorneanu fu eletto nuovo presidente della camera dei deputati, mentre Văcăroiu andò alla guida del senato.
Il 27 giugno 2002 assunse la presidenza della Commissione per l'elaborazione di proposte legislative riguardanti la revisione della Costituzione della Romania, i cui atti furono alla base del successivo referendum costituzionale del 2003, che permise la riforma di numerosi punti della carta fondamentale.
Il 12 ottobre 2002 venne eletto vicepresidente nazionale del PSD, funzione che fu poi confermata anche nel successivo congresso del partito del 21 aprile 2005, che elesse a capo del gruppo Mircea Geoană.
In seguito alle elezioni del 2004 cedette la presidenza della camera dei deputati ad Adrian Năstase, mentre assunse la guida della Commissione per le indagini sugli abusi, la corruzione e per le petizioni (fino ad aprile 2006). Nel marzo 2006 Năstase fu al centro di uno scandalo di corruzione che portò alla sua revoca da capo della camera. In sua sostituzione il PSD propose Dorneanu. Il voto parlamentare del 20 marzo, tuttavia, premiò il rappresentante della maggioranza Bogdan Olteanu (Partito Nazionale Liberale, PNL), che ottenne 196 voti, contro gli 88 di Dorneanu e i 22 del terzo candidato Daniela Popa (PC).
Nello stesso mese fu indicato come vicepresidente della camera, ufficio che mantenne fino a fine legislatura nel dicembre 2008.

### Incarichi extraparlamentari
Alle elezioni del 2008 rimase fuori dal Parlamento, uscendo sconfitto nel collegio uninominale n. 12 del quartiere Nicolina di Iași, che elesse deputato il membro del PDL Nicușor Păduraru. Dall'aprile 2009 all'ottobre 2010, quindi, fu assunto come segretario generale aggiunto della camera dei deputati.
Nel giugno 2010 si candidò su proposta del PSD per una posizione vacante in seno alla Corte costituzionale, ma in mancanza di una maggioranza a suo sostegno la camera dei deputati gli preferì Mircea Ștefan Minea, appoggiato dal Partito Democratico Liberale (PDL).
Nell'ottobre 2010 fu nominato quale aggiunto dell'avvocato del popolo, Ioan Muraru, funzione che prevedeva l'indipendenza politica e che lo portò a dimettersi dal PSD. In tale veste gestì le attribuzioni dell'avvocato del popolo nei campi dell'esercito, della giustizia, della polizia e dei penitenziari tra il 18 ottobre 2010 e il 28 marzo 2013.
Nel settembre 2011 fu proposto come nuovo avvocato del popolo dall'opposizione composta da PSD e PNL e riunita in un'alleanza chiamata Unione Social-Liberale (USL). Il Parlamento, però, elesse il candidato della maggioranza Gheorghe Iancu, che riuscì a vincere facilmente la concorrenza di Dorneanu anche a causa della scelta dei parlamentari dell'USL di non partecipare al voto.
In seguito al duro confronto esploso tra USL e PDL tra l'autunno del 2011 e l'estate del 2012, nel luglio 2012 l'avvocato del popolo Gheorghe Iancu fu destituito dall'incarico grazie ai voti di PSD e PNL, che affidarono ad interim la conduzione dell'istituzione a Dorneanu. Lo scopo delle manovre politiche messe in pratica dall'USL, che portarono Dorneanu a rivestire l'incarico, era quello di evitare eventuali appelli alla Corte costituzionale nel caso in cui l'avvocato del popolo fosse rimasto Iancu, al fine di facilitare l'emanazione di leggi che avrebbero semplificato le procedure per la destituzione del presidente della Romania Traian Băsescu, che era avversato dalla coalizione. Dorneanu mantenne ad interim la funzione dal 3 luglio 2012 al 23 gennaio 2013, quando entrò in carica il nuovo avvocato del popolo Crișu Anastasiu.

## Giudice e presidente della Corte costituzionale
Il 26 marzo 2013 con 279 voti a favore e 59 contrari la camera dei deputati lo elesse per un mandato di nove anni nella posizione di giudice della Corte costituzionale. Succedette ad Aspazia Cojocaru, il cui incarico sarebbe scaduto il successivo 8 giugno. Dorneanu prestò giuramento il 10 giugno 2013.
In vista della fine del periodo di presidenza di Augustin Zegrean, il 7 giugno 2016 i colleghi lo elessero con la maggioranza dei voti presidente ad interim della Corte costituzionale. Il 13 luglio 2016 fu confermato da un nuovo voto come presidente titolare per i successivi tre anni. In fase di insediamento dichiarò di voler affermare il ruolo dell'istituzione quale arbitro costituzionale e di non voler rappresentare quello di un arbitro di boxe che deve risolvere le incomprensioni fra gli attori politici. Il 18 giugno 2019 fu ancora una volta confermato per un ulteriore mandato triennale alla presidenza della Corte. Il mandato si esaurì nel giugno 2022

## Aspetti controversi
Fu autore di un libro pubblicato nel 1981, «La partecipazione dei sindacati nell'elaborazione e nell'applicazione della legislazione sul lavoro» (in rumeno «Participarea sindicatelor la elaborarea și aplicarea legislației muncii»), in cui sosteneva il costrutto politico socialista e si richiamava a diversi riferimenti riconducibili a Nicolae Ceaușescu e al Partito Comunista Rumeno. Scopo della pubblicazione era quello di supportare «le attività delle organizzazioni di partito, di massa, di comunità e dei consigli popolari del lavoro».
Nel corso del mandato di presidente della Corte costituzionale fu accusato dai partiti e dalla stampa liberale di violare l'imparzialità del proprio ruolo e di aver trasformato l'organo in uno legislativo, che imponeva al Parlamento la modifica di numerose leggi in funzione degli interessi dei giudici. A tal proposito nel giugno 2021 la Corte stabilì, con il favore di Dorneanu, che la Romania non avrebbe dovuto rispettare una sentenza della Corte di giustizia dell'Unione europea che riduceva l'autorità della Sezione speciale d'inchiesta per i magistrati, organo istituito dal governo PSD nel 2018.

## Vita privata
È sposato e ha due figli. È suocero dell'ex ministro degli interni Petre Tobă.

## Pubblicazioni
Fu autore di diciassette monografie e oltre sessanta pubblicazioni scientifiche.